# Rasim Bulić
Rasim Bulić (* 10. Dezember 2000 in Frankfurt am Main) ist ein deutscher Fußballspieler.

## Karriere
Nach seinen Anfängen in der Jugend der SG Rosenhöhe Offenbach wechselte er im Sommer 2018 in die Jugendabteilung von Kickers Offenbach. Mit seinem Verein stieg er im Sommer 2019 in die A-Junioren-Bundesliga auf.
Im Sommer 2019 erfolgte sein Wechsel zum Regionalligisten 1. FC Saarbrücken. Mit seinem Verein stieg er am Ende der Saison 2019/20 in die 3. Liga auf. Insgesamt kam er bis zum Jahresende 2021 auf 14 Ligaspiele für die Saarbrücker.
Am 12. Januar 2022 – in der Winterpause 2021/22 – schloss er sich in der Regionalliga Südwest der zweiten Mannschaft von Mainz 05 an.
Im Sommer 2023 wechselte er zum SSV Jahn Regensburg ablösefrei. Er etablierte sich schnell als Stammspieler, zeigte sich mit guten Leistungen, wie wichtig er für den SSV Jahn Regensburg in der 3ten Liga war und war am Aufstieg in der Saison 2023/24 in die 2. Bundesliga beteiligt. Nach dem direkten Wiederabstieg verließ er Regensburg im Sommer 2025 und wechselte zum MSV Duisburg.